# District d'Avignon
Le district d'Avignon ou de Vaucluse est une ancienne division territoriale française du département des Bouches-du-Rhône de 1792 à 1793 et du département de Vaucluse de 1793 à 1795.
Il était composé des cantons de Avignon, Caumont, Cavaillon, Entraigue, l'Isle, Lagnes, Roubion, Sorgues et le Thor.

## Histoire
Précédemment possessions pontificales, Avignon et le Comtat Venaissin furent rattachés à la France le 14 septembre 1791. Le 2 octobre 1791, ces territoires formèrent deux nouveaux districts, non rattachés à un département. Le 28 mars 1792, les districts sont partagés entre les départements voisins : Avignon dans les Bouches-du-Rhône et Carpentras dans la Drôme. 
Le 12 août 1793 fut créé le département de Vaucluse, constitué des districts d'Avignon et de Carpentras, mais aussi de ceux d'Apt et d'Orange, qui appartenaient aux Bouches-du-Rhône, ainsi que du canton de Sault, qui dépendait des Basses-Alpes.

## Démographie
| Communes chefs-lieux de canton | Nom contemporain         | Population en 1793 | Population en 1800 |
| ------------------------------ | ------------------------ | ------------------ | ------------------ |
| Avignon                        | Avignon                  | 24 000             | 21 412             |
| Caumont                        | Caumont-sur-Durance      | 1 468              | 1 585              |
| Cavaillon                      | Cavaillon                | 5 193              | 5 192              |
| Antraigues                     | Entraigues-sur-la-Sorgue | 900                | 940                |
| l'Isle                         | L'Isle-sur-la-Sorgue     | 5 000              | 5 155              |
| Lagnes                         | Lagnes                   | 700                | 732                |
| Roubion                        | Robion                   | 1 000              | 927                |
| Sorgues                        | Sorgues                  | 1 500              | 1 372              |
| Le Thor                        | Le Thor                  | 1 800              | 1 770              |